# Catedral de Nossa Senhora da Guia

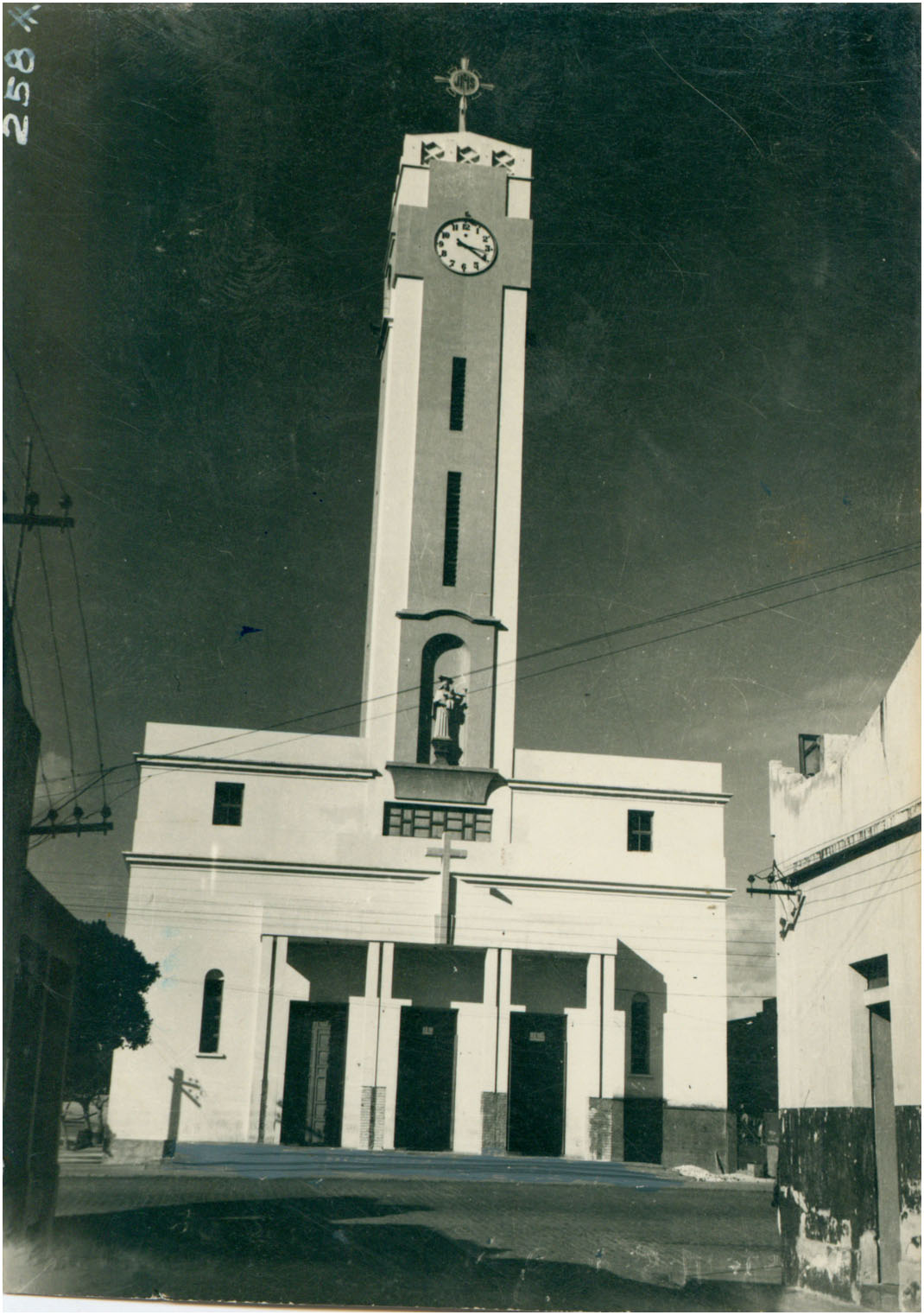
Fachada da Catedral de Nossa Senhora da Guia.

A Catedral de Nossa Senhora da Guia, Paróquia da Forania das Espinharas, é componente das Paróquias da Diocese de Patos/PB.

## História
A Capela de Nossa Senhora da Guia (atual Igreja Nossa Senhora da Conceição), construída em 1772, foi a primeira Igreja de Patos. Após 16 anos de funcionamento, em 1788, a Capela foi elevada à categoria de Matriz da Paróquia de Nossa Senhora da Guia. Com o crescimento da população local, decidiu-se construir uma nova igreja em outro local da Cidade. Assim, em 1893 lançou-se a pedra fundamental do novo e segundo templo católico de Patos, que foi destruído quatro décadas mais tarde para dar lugar à atual Catedral Diocesana de Nossa Senhora da Guia.

## Interior

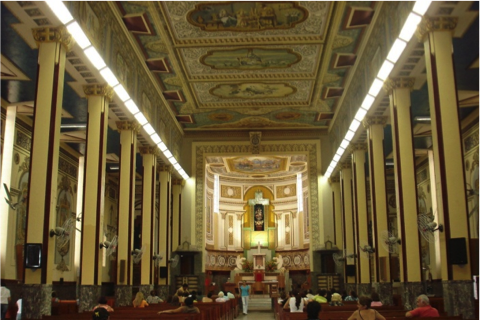
Interior da Catedral - pintura de JLima

Entre os anos de 1945 e 1950 foram realizados os trabalhos de pintura da parte interna da Catedral, onde estão verdadeiras obras de arte, dentre as quais a Via Sacra. O artista convidado para realizar o trabalho foi o artista plástico baiano José Lima, na época residente em Recife.